# 한상태
한상태(韓相泰, 1928년 11월 29일 ~ 2020년 2월 23일)는 세계 보건 기구 서태평양지역사무처 사무처장을 지낸 대한민국의 의학자이며 국제기관단체인이다. 1955년 서울대학교 의과대학을 졸업한 후 1967년까지 보건사회부에서 여러 직책(시설과장, 방역과장, 계획관, 의정국장, 보건국장)을 거치며 국민보건향상을 위하여 공무원으로서 공헌하였다. 1967년 세계 보건 기구(WHO, World Health Organization) 서사모아주재 보건개발사업담당 고문관으로서 세계 보건 기구에서의 활동을 시작하여 1988년서태평양지역사무처 사무처장 당선, 1993년 재선에 성공하여 1989년 2월부터 1999년 1월까지 서태평양지역사무처 사무처장으로서 활동하게 된다. 세계 보건 기구에서 서태평양지역 회원국들의 보건사업 향상에 크게 공헌하였으며, 특히 사무처장으로 재임 당시 서태평양지역에서 소아마비를 박멸하는 역사적인 업적을 남겼다. 이후 1999년 2월부터 현재까지 서태평양지역사무처의 명예사무처장으로 강연회 등의 후학양성을 위한 활동 중이다.

## 생애

### 생애 초기
일제 강점기인 1928년 11월 29일 서울 종로구 사직동에서 태어났으며, 경복중학교를 졸업하였다. 이후 서울대학교 의과대학을 졸업하고 세계 보건 기구 장학생으로 미국 미네소타 대학교 보건대학원에서 보건학 석사, 서울대학교에서 의학박사 학위를 받았다.
그는 어려서부터 영어교수였던 선친의 영향으로 영어에 남다른 관심과 소질을 보였는데, 1950년 한국전쟁 당시 유엔사령부 의무관 통역을 맡으며 발군의 영어실력을 발휘한다. 당시 함경남도 함흥의 보건사업부에서 통역을 맡고 있었던 그는 1.4 후퇴 당시 중공군이 한국전쟁에 가담하면서 유엔군이 남하함에 따라, 함흥에서 철수, 부산으로 피난을 가게 된다. 피난 당시 함경남도에서 온 피난민은 거제도에 임시로 마련된 피난민 수용소에 수용되었는데, 그 또한 유엔군과 함께 거제도로 이동, 거제도에 수용된 함경남도 피난민을 대상으로 하는 예방주사, DDT 살포 등의 의료 구호사업에 종사하게 된다. 이 후 거제도를 떠나 서울로 돌아와 유엔과 정부의 협력사업으로 이루어진 서울시 상수도 복구사업에 참여하는 등의 활동을 하였다. 이후 그는 서울대학교 의과대학에 1953년 복학, 1955년 졸업한다.

### 대한민국 보건사회부 공무원
졸업 후 보건사회부 차관이었던 고모부(정진욱)의 권유로 차관비서로서 보건사회부에서의 활동(1955년-1967년)을 시작한다. 이후 그는 보건사회부 통계계, 위생과, 보건과(1955년-1960년), 보건사회부 시설과장(1960년-1961년), 보건사회부 나병(한센병) 이동진료반장(1961년-1962년), 보건사회부 기획관(1962년-1964년), 보건사회부 방역과장(1964년-1966년), 보건사회부 의정국장(1966년-1967년), 보건사회부 보건국장(1967년)을 차례로 역임하였다. 당시 그는 빠르고 냉철한 판단력을 가진 젊은 엘리트 공무원으로 주목받으며 수차례 언론에 보도된 바 있으며, 시립병원 및 도립병원의 설립, 결핵퇴치 운동 전개, 가족계획 시행 등을 추진하였다. 당시 보건사회부에서의 그의 업무는 1950-1960년대 당시 대한민국의 취약했던 공중보건의 기틀을 다지는 데 기여했다는 평가를 받고 있다.
1958년, 한국 최초 보건소망의 설립에 참여하였으며 1961년에는 우리나라에서 공의(보건지소), 보건소, 시도립병원 및 국립병원을 포함하는 보건의료망의 체계화에 힘을 썼다. 그 결과 현재의 1차, 2차, 3차 의료체계를 제시하여 의료체계 기초를 설립함으로써 공중보건의 기초를 세우는 데에 기여하였다. 또한 한센병 음성환자의 사회복지 및 사회재활에 대한 기안을 했으며, 이 사업은 세계적으로도 선례가 없었던 인권존중사업으로 평가되고 있다.
1964년 보건사회부 방역과장 재직시 한국에서 처음으로 소아마비 경구예방접종을 정부사업으로 실시하였다. 이는 그가 추후의 소아마비 박멸사업을 추진할 수 있었던 배경이 된다. 1966년, 보건사회부 의정국장 재임시 보건소의 인적자원의 강화를 위해 노력하는 한편 결핵관리요원, 가족계획요원, 조산원을 각 시, 도, 군 및 면 에까지 배치하도록 함으로써 보건의료망을 강화하였다.
보건사회부에 그가 근무하던 때 대한민국에는 국제원조기관이 많았고, 그는 당시 뛰어난 영어실력으로 많은 국제회의에 보건사회부를 대표하여 참여하게 된다. 이는 세계 보건 기구의 관계자들을 자주 접할 수 있는 계기가 되는데, 이는 이후 세계 보건 기구에서 근무를 시작하게 되는 데에 결정적인 영향을 준다.

### 세계 보건 기구서태평양지역사무처
세계 보건 기구(1967년-)에 발탁된 그는 세계 보건 기구 서사모아(Western Samoa)주재 보건개발사업담당 고문관(1967년-1970년)으로서 처음 세계 보건 기구에서의 일을 시작하게 된다. 서사모아 재임시 그곳의 보건의료사업의 질적향상은 물론 그곳에서 만연했던 풍토병인 상피병(filariasis) 퇴치사업을 추진하여 성공을 거둔 바 있다. 당시 서사모아 정부는 3년간 헌신적으로 일한 공로를 인정하여 ‘명예추장’의 직위를 수여하였다.
1970년, 세계 보건 기구 서태평양지역사무처에 당시 한국인으로서는 처음으로 직원으로 부임한다. 그는 지방보건사업담당 과장(1970년-1973년)을 지내면서 서태평양지역의 보건의료망 확충에 기여하며, 보건사업의 향상을 적극지원하였다. 1973년부터는 세계 보건 기구 서태평양지역사무처의 인력개발에 주력하였으며, 가정보건국장(1973년-1978년)이 되면서 회원국에서의 보건인력의 개발, 질적양성의 활성화, 모자보건증진, 가족계획사업의 강화 등의 다양한 사업을 보다 효율적으로 전개할 수 있도록 하였다. 1979년 임명직으로서는 최고위직인 서태평양지역사무처의 사무차장(1979년-1988년)으로 임명되어 서태평양지역의 보건사업을 지원하는 전문기술책임자로 공헌하였다. 당시 그는 이전 서태평양지역사무처 사무처장이자 세계 보건 기구 사무총장이었던 나카지마박사의 지명에 의해 서태평양지역사무처의 사무총장특별대표 (1988년 7월 - 1989년 1월)를 맡기도 했다.

1989년, 그는 세계 보건 기구 서태평양지역사무처 사무처장직을 맡게 된다. 이 사무처장직은 세계 보건 기구가 분류한 서태평양지역 내의 27개 회원국들이 참여하는 선거로 선출되는 자리이며, 이는 당시에 한국인이 유엔에서 맡은 가장 높은 지위에 해당한다. 그는 재임기간동안 서태평양지역의 한센병 퇴치, 결핵관리, 급성전염병관리 등 각종 전염병 퇴치사업에 중점을 두어 사업을 추진했다. 특히 당시 연간 5,000여명의 소아마비(poliomyelitis) 환자가 발생하는 상황이었는데, 그는 이 소아마비 박멸사업을 중점우선사업으로 선정, 추진하였다. 당시 회원국의 예방접종사업을 적극적으로 지원하여 실시하도록 한 결과 1997년 3월 19일 캄보디아(Cambodia)에서의 환자를 마지막으로 서태평양지역에서 소아마비를 박멸하는 보건사업 역사상 전례없는 대과업을 이룩하게 된다.

### 이종욱 전세계 보건 기구사무총장과의 인연
그는 전 세계 보건 기구 사무총장인 이종욱 박사와도 인연이 깊었다. 그는 상관이자 선배, 멘토로서 故 이종욱 박사가 처음 세계 보건 기구에 발을 들인 1983년부터 약 15년간 세계 보건 기구 서태평양지역사무처에서 함께 일하게 된다.
당시 한센병 자문관으로 세계 보건 기구에서의 활동을 시작하였던 故 이종욱 박사는 이후 사무처장인 그의 지시아래 현재 세계 보건 기구의 기준으로 사용되는 한센병 지표를 만들기도 하는 등의 활발한 활동을 하였다.

## 세계 보건 기구서태평양지역사무처 사무처장
그는 1988년 9월 15일, 제39회 세계 보건 기구 지역위원회에서 말레이시아의 보건차관출신 압둘 칼리드 사한에 16대 6으로(23개국 중 중국 기권) 선거에 승리하면서 한국인으로서 최초로 세계 보건 기구 서태평양지역사무처 사무처장으로 당선된다.

그의 출마 선언 후 당시 외신에서는 그의 뛰어난 업무능력을 소개하며 그를 가장 유력한 당선후보로 지목하고 있었다.

한편 당시 한국은 유엔에 가입되어 있지 않은 등의 국제적인 환경을 이유로 외무부 등의 정부당국에서는 그의 당선이 힘들 것이라 예상하고 있었다. 그런 만큼 회원국들의  압도적인 지지로 이루어진 그의 당선은 큰 이변이었으며 큰 화제가 되었다. 그는 당선 이후 스위스 제네바의 세계 보건 기구 본부에서 1989년 1월 12일 열린 제83차 실행이사회에서 당시 서태평양 지역 사무처 사무처장이었던 히로시 나카지마의 후임으로 정식 임명되고,

1989년 2월 1일부터 사무처장으로서의 업무를 시작하게 된다.

이후 5년의 임기를 마친 그는 1992년 9월 열린 제 43회 세계 보건 기구 지역위원회에서 서태평양지역사무처의 사무처장으로 다시 출마하여 단독출마 및 만장일치로 재선되었다. 이로써 그는 이후 1999년 1월 31일까지 세계 보건 기구 서태평양지역사무처 사무처장을 역임하게 된다.

### 2000년까지 모두에게 건강을
그는 ‘2000년까지 모두에게 건강을’의 내용을 여러 인터뷰 및 연설에서 강조한 바 있는데

, 이 ‘2000년까지 모두에게 건강을’은 1975년 세계 보건 기구 사무총장의 지역회의에서의 연설제목이었다. 후에 세계 보건 기구는 보다 구체적으로, 1977년 제30회 세계 보건 총회에서 2000년까지 모든 사람들이 사회 및 경제적으로 생산적인 삶을 살 수 있도록 하는 것을 정부와 세계 보건 기구의 목표로 정하고 그 전략을 1981년에 열린 제 34회 세계 보건 총회에서 채택하게 된다.
'2000년까지 모두에게 건강을’은 2000년에 모두가 건강하여 더 이상 질병에 걸리지 않는다는 것을 의미하는 것이 아니라 사람들이 질병을 예방하고 피할 수 있는 질병을 피할 수 있게 되며, 필수의약품을 모든 사람이 사용할 수 있도록 하고, 그럼으로써 건강 개인 혹은 가족의 건강상태가 향상되고 스스로의 삶을 가꾸어갈 수 있도록 하는 것을 의미한다.

### 보건의 새로운 지평
그는 1994년 열린 제45차 서태평양지역회의에서 ‘모두에게 건강을’ 에 대한 전략 혁신의 일환으로 ‘보건의 새로운 지평’ 을 제안한다. ‘보건의 새로운 지평’ 을 통해 그는 보건을 크게 생애 준비과정, 생애 보호, 노년의 삶의 질로 나누어 목적, 목표, 지표 그리고 이에 대한 설명을 다루는 가이드라인을 제시한다.
그는 세계 보건 기구의 건강에 대한 정의를 먼저 언급한다. 그리고 그 건강에 있어서의 개인과 정부의 역할을 이전보다 현실적으로 달성할 수 있는 상황임을 설명하며 그 동안 세워진 지표, 목표 그리고 방향을 재평가할 것을 주문한다. 또한 건강에 지지적인 환경속에서의 개인의 책임을 강조하였으며, 건강문제를 풀기위해서는 복잡하고 서로 연관된 환경의 맥락에서 개인, 가족, 지역사회, 국가가 함께 참여해야 한다고 본다. 거기에 최근의 경제적인 발전이 보건과 환경을 해치지 않도록 하기 위해서는 사람들로 하여금 건강한 결정을 할 수 있도록 돕고, 정책 또한 이를 보호 및 지지하며, 인적개발 문제 또한 다학제적, 상호지지적, 그리고 지속가능한 방법으로 풀어나가야 할 것이라고 서문에 기술하고 있다.

### 결핵퇴치사업
그는 여러 회원국에서의 결핵퇴치 사업에 힘을 기울인 바 있는데, 특히 필리핀에 중점을 두어 사업을 진행하였다. 결핵퇴치를 위한 DOTS(Directly Observed Treatment - Short-Course) 의 도입은 필리핀에서의 결핵 치료율을 60%에서 80%로 증가시킨 바 있다. 그는 결핵퇴치 사업을 비롯한 필리핀에서 시행한 여러 사업과 협력에 대한 공로를 인정받아 1999년 1월 6일 필리핀 정부로부터 시카투나 수교 훈장을 수훈하게 된다.

### 소아마비 박멸사업
그는 서태평양지역사무처 사무처장으로 재임당시 소아마비 박멸사업을 중점우선사업으로 선정하여 본격적으로 추진하였다. 당시 연간 5,000 여명의 소아마비 환자의 발생이 있는 상황이었다.
그는 세계 보건 기구 서태평양지역 회원국의 전국적 예방접종사업을 적극적으로 지원하였는데, 이 사업은 대상아동 전원에 대한 동시 접종을 그 기본적인 목표로 하여 이루어졌다.
중화인민공화국에서 1993년 12월 5일과 6일  양 일간에 아동 8,000만명에게 예방접종을 실시하였으며 캄보디아에서는 전국적인 예방접종사업을 실시하여 캄보디아 정부 스스로의 잠재능력을 재발견 할 수 있는 계기가 되었다. 특히 이 사업은 캄보디아, 필리핀의 내전 상황에서도 예방접종을 위한 정전 협의를 통해 양측 모두가 소아마비 예방접종을 할 수 있도록 하여 일시적으로라도 내전 중에 평화를 가져온 사례로도 유명하다.
그는 이러한 각고의 노력을 시행한 결과, 해당 사업을 본격적으로 시작한 지 4년 만인 1997년에  3월 19일 캄보디아에서의 환자를 마지막으로 서태평양지역에서 소아마비를 박멸하여 한 지역 내의 질병을 박멸하는 업적을 이루게 된다.

## 세계 보건 기구서태평양지역사무처 사무처장 이후

### 고별연설
세계 보건 기구 집행이사회에서 그는 많은 도전과 성과가 있었던 지난 10년간 자신이 사무처장으로 있을 수 있었던 것과 그의 고국인 대한민국이 받은 큰 영광에 대해 이야기 하며 의과대학 학생시절인 1950년대부터 있었던 세계 보건 기구와의 인연, 32년 간의 세계 보건 기구 직원으로서의 삶에 대해 언급하였다.
그는 회원국들에게 그들이 보여준 긴밀한 협력에 소아마비의 박멸이 머지않았음에 대한 공을 돌리며 동료들, 협력기구, 그리고 서태평양지역사무처의 직원들에게도 감사의 인사를 하였다.
그는 회원국들이 자신의 보건 문제를 해결할 수 있는 능력이 커지고 있으며, 다음 세기의 도전과제인 비전염성질환 또한 지속적인 협력을 통해 해결할 수 있을 것이라 전망하였다. 마지막으로 그는 세계 보건 기구 사무총장(브룬트란트)이 짧은 시간에 많은 일들을 해냈음을 치하함과 동시에 후임자인 시게루 오미 박사의 성공을 기원하며 고별연설을 마무리하였다.

### 명예사무처장
1998년 9월 15일 제 49차 서태평양 지역위원회에서는 그가 서태평양지역의 보건에 바친 지대한 헌신과 공헌을 인정하여 그를 세계 보건 기구 서태평양사무처 명예사무처장(1999년 2월 - 현재)으로 추대하기로 결의한다.

## 수상경력
- 2012년 제9회 서재필 의학상 수상
- 2007년 의협-화이자 국제협력상 수상
- 2002년 서울대의대동창회 제3회 함춘대상 수상
- 1999년 대한민국 국민훈장 무궁화장 수훈
- 1999년 필리핀 수교훈장 시카투나 라칸장 수훈
- 1999년 일본 토카이대학 명예교수
- 1998년 중국 심양의학대학교 명예교수
- 1998년 몽골국립의학대학교 명예의학박사
- 1995년 중국 통지대학교 명예교수
- 1993년 홍콩공중보건학회 명예 평의원
- 1990년 하와이대학교 임상교수
- 1981년 대한민국 수교훈장 흥인장 수훈